# Tlilhua
Tlilhua (del náhuatl: Tlilwah ‘el que tiene tinta negra’‘tlilli, tinta negra; -wah, que tiene’) en la mitología mexica es un espíritu o dios menor de la embriaguez, y es uno de los cuatrocientos espíritus o dioses menores de los borrachos llamados Centzon Totochtin, los cuatrocientos hijos de Patécatl y Mayáhuel, él cual venerado bajo la forma de un conejo.